# 知世奏
知世 奏（ともせ かなで、1991年10月28日 - ）は、日本のAV女優。マークスジャパンに所属していたが、2014年に江川 遥(えがわ はるか)に改名し、エイトマンプロダクションに移籍。
出身地:京都府。血液型:O型。身長:161cm。スリーサイズ:B95(G)・W61・H88cm。趣味・特技:絵を描く、泣く事。

## 略歴・人物
2012年にデビューしたショートヘアーのAV女優で、人妻役での出演が多い。

## 出演作品

### アダルトDVD
2012年
- AVってこんなにスゴいの、最後は失神、脱力。（3月9日、アップス）
- ミニスカTバックブーツに快感射精（3月9日、アップス）
- 知世奏のいやらしいムチムチBODY（4月13日、アップス）
- 競泳水着インストラクター ムッチリ 88cmEcupな豊満美人（5月11日、アップス）
- 国内線で見つけた黒スト美脚な変態CA（5月11日、アップス）
- 完全ガチ交渉! 街で噂の、ウブな看板娘を狙え! Volume 09 in赤坂（6月22日、プレステージ）
- 美人OLの淫乱性生活 思わずしゃぶりつきたくなるエロい体つきの美女編（7月13日、アップス）
- ガールズ♥ラブ 4 〜巨乳同級性〜（8月10日、クリスタル映像）
- 軟体 現役ヨガインストラクター（8月13日、E-BODY）
- 「まさか入院中の担当看護師が妹だった! しかも勃起した禁欲チ○ポを見られてしまうなんて… だけど『妹のお前にしか頼めないよ』7連発!!」 VOL.1（9月6日、DANDY）
- ドキュメント現役女教師」（9月7日、BeFree）
- 笑顔が素敵なすきもの魔乳人妻（9月19日、OPPAI）
- 淡白な彼氏では満足できないから、仕事の途中でラブホに抜け出しナマ中出しSEXする巨乳OLかなでさん。（10月1日、胸キュン喫茶）
- 若妻不倫温泉 32（10月12日、S級素人）
- 強制コスプレ羞恥絶頂バス ２（10月18日、ナチュラルハイ）
- 巨乳若妻 年下喰い（10月19日、OPPAI）
- 団地妻 中出しに耽る真昼の情事（10月25日、ビッグモーカル）
- 巨乳オフィスレズビアン 〜肉食キャリアな先輩のヒワイな社内新人教育〜（11月19日、OPPAI）
- 白目絶頂淫乱3本番 知丸（11月19日、乱丸）※「知丸」名義
- 完璧BODY全裸生活（11月25日、美）
- 混浴温泉で思いきって堂々と勃起してみたら、たまたま入浴していた女性客がチラ見どころか我を忘れてガン見急接近! 3（12月6日、Hunter）
- 雪村春樹全集 23（12月13日、赤ほたるいか）
- OPPAI 爆乳温泉大乱交 集団痴女に中出し3時間（12月19日、OPPAI）
- 巨乳AV女優の自宅にお泊りして精子が枯れるまで筆おろし（12月20日、ロータス）
- このおっぱいは誰にも平等で等しく優しい。（12月28日、バルタン）

2013年
- リア充温泉サークルのオフ会乱交流出映像（1月1日、ZUKKON/BAKKON）
- 新妻ペット（1月13日、溜池ゴロー）
- カラダが卑猥なオンナと性交（1月18日、ドリームチケット）
- 今までセックスには興味を示さなかったガリ勉の姉に遊び半分でウワサのアノ薬を盛ったら、驚くほど効いちゃって姉はマンホジで漏らしながら俺の勃起したチ●ポに喰らいついて離さなかった件（1月18日NON）
- 顔バレVIP●ER素人まとめ 2 リクルートスーツから溢れる美巨乳＆ピンク乳首を晒してアニメ声であえぐ未内定の就活女子大生（2月7日、new girl）
- しくまれた人妻撮影会 4（2月8日、LEO）
- フェラ好き人妻の官能の口浮気 興奮した美人妻が乱れ咥える（2月15日、SEX Agent）
- 強制的じゃないセルフイラマチオ 〜ディープスロートにドンハマリする女たち〜（3月15日、SEX Agent）
- 緊縛・愛人縄志願 知世奏（7月13日、赤ほたるいか/妄想族）
- つい先日までフルバックしか履かなかった姉がTバックに…。見てしまった俺は、思わずフル勃起。姉にも見られて最悪だと思いきや、姉がヨダレを垂らしながら嬉しそうにチ○ポを弄んできた件（7月19日、NON）

2014年
- 家計を助ける為に高収入バイトの甘い言葉に騙され脱がされた人妻たち。個人撮影会の下着モデルだけのハズが…旦那以外の男の前で裸体を晒す事を要求され羞恥に耐えるものの、やがて見られる事に興奮しカラダを触られると拒みながらも初対面の男を受け入れてしまった…（3月28日、GIGOLO）